# アンドレア・ペターニャ
アンドレア・ペターニャ（Andrea Petagna, 1995年6月30日 - ）は、イタリア・トリエステ出身のサッカー選手。ACモンツァ所属。元イタリア代表。ポジションはFW。

## 経歴

### クラブ
ACミランの下部組織出身。2012年12月4日のUEFAチャンピオンズリーグ・ゼニト・サンクトペテルブルク戦でプロデビューし、2013年8月24日のエラス・ヴェローナ戦にてセリエAデビュー。2013年9月2日にUCサンプドリアへ共同保有権の買取オプション付きレンタルで移籍を果たした。しかしサンプドリアでは3試合の途中出場のみに終わり、2014年1月15日にレンタルを打ち切りミランへ復帰。2014年7月16日にセリエBのラティーナへレンタル移籍し10試合に出場した後、同シーズン中にセリエBのヴィチェンツァへ再びレンタル移籍。2015年2月14日のバーリ戦ではプロ初ゴールを記録した。2015年8月30日、セリエBのアスコリ・ピッキオへレンタル移籍し、7得点を記録した。
アスコリへのレンタル中である2016年1月26日、シーズン終了後にACミランからアタランタBCへ完全移籍で加入することが決定。加入最初のシーズンはジャン・ピエロ・ガスペリーニ監督の下でレギュラーを掴み、リーグ戦34試合5ゴールを記録。また、この活躍によりイタリア代表にも選出された。しかし、翌シーズンは好不調の波が激しく、徐々に出場機会が減少し、新規加入したドゥバン・サパタに追い出される形でS.P.A.L.に買い取り義務つきでレンタル移籍した。この2018-19シーズンでは、リーグ戦でチームトップの16得点を挙げた。
2019年7月2日、予定通り買い取りオプションが行使され、SPALへと完全移籍した。
2020年1月30日、SSCナポリに移籍した。2020年6月まではレンタルの形でSPALに残留する。
2022年8月12日、特定の条件が満たされた場合に買取義務が発生する条項付きでACモンツァに1年間のローン移籍をすることが発表された。
2023年5月3日、条件が満たされため買取義務が発生し、翌シーズンからモンツァに完全移籍することになった。その後、14日に行われたこの年のセリエA王者となったナポリとの試合でゴールを決めて2-0の勝利に貢献した。

### 代表
世代別代表に選出され、2017年3月28日に行われたオランダとの親善試合でイタリア代表デビューを果たした。